# Gil (partia polityczna)
Gil – Gimla’e Jisra’el la-Keneset (hebr.: גיל – גימלאי ישראל לכנסת, „Gil – Emeryci Izraela do Knesetu”) – pozaparlamentarna izraelska partia polityczna emerytów, utworzona na krótko przed wyborami z 28 marca 2006 roku do siedemnastego Knesetu. Akronim nazwy Gil – to w języku hebrajskim „wiek”. Gil skupia się na ochronie interesu ludzi starszych oraz polepszaniu ich sytuacji i kultywowaniu tradycyjnych żydowskich wartości.
Głównym twórcą partii był Rafi Etan.

## Początki
Ugrupowanie powstało w latach 90. XX wieku, jego głównymi założycielami byli Mosze Szaroni i Nawa Arad. Partia nosiła wówczas nazwę Emeryci Izraela (Gimla’e Jisra’el, גימלאי ישראל) i startowała w wyborach w 1996 roku. Nie udało jej się jednak przekroczyć progu wyborczego i nie zapewniło sobie ani jednego mandatu w Knesecie. Partia nie startowała w wyborach 1999 i 2003 roku.

## Wybory 2006 roku

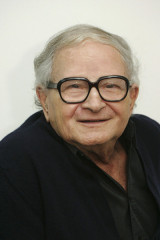
Rafi Etan – lider Gil

Gdy kierownictwo partii obwieściło, że ugrupowanie to będzie ubiegać się o miejsca w Knesecie podczas wyborów w 2006 roku, część sondaży wskazywała na to, że Gil może przekroczyć 2 proc. próg wyborczy. Pomimo tego nie było ono traktowane jako pretendent do uzyskania znaczącej liczby miejsc w parlamencie. Ostatecznie na Gil zagłosowało niemal 186 tys. wyborców, co dało partii 7 miejsc w Knesecie, mandaty objęli: Rafi Etan, Ja’akow Ben Jezri, Jicchak Galanti, Jicchak Ziw, Mosze Szaroni, Sara Marom i Elhanan Glazer.
Na Gil głosowali w większości emeryci, jednak wielu pośród wyborców partii stanowili ludzie młodzi, zwłaszcza z Tel Awiwu, gdzie niemal 10 proc. głosujących wybrało właśnie to ugrupowanie. Oddawanie głosu na Gil stanowiło rodzaj protestu wobec stylu uprawiania polityki, jaki dominuje w Izraelu. Liderzy partii samo zachęcali, aby głosować właśnie na nią, a nie wrzucać do urny niewypełnione karty. Innym czynnikiem zwiększającym liczbę głosów oddanych na Gil była wygrana Armira Pereca w wewnątrzpartyjnych wyborach na lidera Partii Pracy. Przyciągnęło to do partii emerytów starszych Żydów aszkenazyjskich, dotychczas tradycyjnie głosujących na Partię Pracy. Powodzenie wyborcze Gil było sporym zaskoczeniem dla izraelskiej opinii publicznej.
Po wyborach na partię nałożono karę w wysokości 62 tys. szekli za złamanie prawa finansowego. Ugrupowanie przyjęło niedozwolone fundusze, które zostały przeznaczone na kampanię wyborczą.

## W koalicji z Kadimą
Po zakończeniu rozmów koalicyjnych ze zwycięskim ugrupowaniem, Kadimą, partia emerytów zgodziła się wejść do rządu Ehuda Olmerta, w zamian za objęcie kontroli nad ministerstwami: zdrowia i ds. emerytów. Ten drugi reosort utworzono specjalnie dla Gil, a kierownictwo nad nim objął Rafi Etan. Ministrem zdrowia został Ja’akow Ben Jezri. Ten ostatni, nałogowy palacz, wywołał kontrowersje, paląc podczas udzielania wywiadu telewizyjnego.
2 czerwca 2008 r. trzech deputowanych Gil (Mosze Szaroni, Elhanan Glazer i Sara Marom Szalew) opuściło partię, tworząc nową frakcję – Sprawiedliwość dla Starszych. Ugrupowanie to połączyło się ponownie ze starą partią 27 października 2008. Pomimo tego Glazer założył inną frakcję – Właściwą Drogę, nie chcąc wchodzić ponownie w skład partii emerytów.
21 września 2008 Ehud Olmert złożył oficjalną rezygnację ze stanowiska premiera na ręce prezydenta Szimona Peresa. Ten przekazał misję uformowania nowego rządu Cippi Liwni. Zgodnie z ustawami zasadniczymi Izraela, w przypadku braku sukcesu po upływie 42 dni od uzyskania nominacji, rozpisywane są nowe wybory. Liwni ostatecznie nie udało się utworzyć nowej koalicji. Jej propozycje odrzuciła większość dotychczasowych koalicjantów, w tym Gil, który uznał warunki zaproponowane przez Liwni jako nie do zaakceptowania. Prezydent Peres rozpisał wybory do Knesetu na 10 lutego 2009 roku.
Podczas przedterminowych wyborów parlamentarnych w lutym 2009 roku ugrupowaniu nie udało się przekroczyć progu wyborczego i wprowadzić swoich przedstawicieli do Knesetu.